# Music Nation
Music Nation Television war ein Fernsehsender, der hauptsächlich Musikvideos aus aller Welt und sehr unterschiedlichen Musikrichtungen spielte.
Das Programm wurde in englischer Sprache gesendet. Die Sendezentrale befand sich in Dubai, Vereinigte Arabische Emirate.
Zu sehen waren 24 Stunden täglich ein werbe- und moderationsfreies Musikclip Programm. Es gab nur eine einzige reguläre Sendung MixNation in der Livemixe von verschiedenen DJs gezeigt wurden. Diese Sendung lief jeden Freitagabend um 19:00 Uhr (GMT).
Am 1. Juni 2006 stellte Music Nation sein Programm wegen Umzuges nach London für geplante drei Monate ein. Jedoch ist bis heute kein erneuter Sendestart erfolgt.

## Empfangsdaten über Satellit
Music Nation TV war unverschlüsselt digital über den Satelliten Hotbird verbreitet.
Hotbird 2 (13,0° Ost)
- Downlinkfrequenz: 11,747 MHz
- Polarisation: horizontal
- Transponder: 51
- Vorwärtsfehlerkorrektur: 3/4
- Symbolrate: 27,5 MSymb/s